# Ryan Wachendorfer
Ryan Wachendorfer (* 3. Februar 1996 in Denver) ist ein US-amerikanischer Snowboarder. Er startet in den Freestyledisziplinen.

## Werdegang
Wachendorfer nimmt seit 2010 an Wettbewerben der Ticket to Ride World Snowboard Tour teil. Dabei erreichte er im Januar 2011 mit dem dritten Platz im Slopestyle bei den Burton European Junior Open in Laax seine erste Podestplatzierung. Bei den Snowboard-Juniorenweltmeisterschaften 2013 in Erzurum wurde er Achter in der Halfpipe und Siebter im Slopestyle. Im Snowboard-Weltcup debütierte er im Dezember 2013 in Ruka und belegte dabei den 14. Platz in der Halfpipe. Bei den Snowboard-Juniorenweltmeisterschaften 2014 in Chiesa in Valmalenco errang er den fünften Platz in der Halfpipe. Im folgenden Jahr kam er bei den Snowboard-Weltmeisterschaften 2015 am Kreischberg auf den 37. Platz in der Halfpipe. In der Saison 2015/16 siegte er bei der U.S. Revolution Tour in Mammoth und bei den nationalen Meisterschaften in Copper Mountain und belegte zudem den dritten Platz bei der U.S. Revolution Tour in Copper Mountain jeweils in der Halfpipe. Im Februar 2017 erreichte er beim U.S. Grand Prix und zugleich Weltcup in Mammoth mit dem zweiten Platz in der Halfpipe seine erste Podestplatzierung im Weltcup. Bei den Snowboard-Weltmeisterschaften 2017 in Sierra Nevada errang er den neunten Platz. Im April 2017 wurde er US-amerikanischer Meister in der Halfpipe und bei den Winter-X-Games 2020 in Aspen Neunter.